# Tipula riedeliana
Tipula riedeliana är en tvåvingeart som beskrevs av Mannheims 1953. Tipula riedeliana ingår i släktet Tipula och familjen storharkrankar. Inga underarter finns listade i Catalogue of Life.